# マイケル・ディマランタ
マイケル・ディマランタ（ラテン語：Michael Dimalanta、1981年10月19日 - ）は、アメリカ合衆国・オーシャンサイド出身、フィリピンのフィギュアスケート選手（男子シングル）。
2009年世界フィギュアスケート選手権フィリピン代表。

## 主な戦績
| 大会/年    | 2008-09 |
| ---------- | ------- |
| 世界選手権 | 50      |